# کوه لینکلن (کلرادو)
کوه لینکلن (انگلیسی: Mount Lincoln) هشتمین قلهٔ بلند رشته‌کوه راکی در آمریکای شمالی و ایالت کلرادو است. این قلهٔ شاخص با ارتفاع ۱۴٬۲۹۱ فوت (۴٬۳۵۵٫۷۹ متر) یکی از چهارده‌هزارپایی‌ها به‌شمار می‌رود و بلندترین قله در رشته‌کوه «مسکیټو» و یازدهمین قلهٔ بلند در سراسر سرزمین اصلی ایالات متحده است. کوه لینکلن در جنگل ملی پایک، در فاصلهٔ ۸٫۳ کیلومتری به سمت شمال-شمال‌غربی (در زاویهٔ ۳۳۲ درجه) از شهر آلما در شهرستان پارک، کلرادو، واقع شده است. این قله، بلندترین نقطهٔ شهرستان پارک و همچنین کل حوضهٔ آبریز رودخانهٔ می‌سی‌سی‌پی به‌شمار می‌رود. این کوه به افتخار آبراهام لینکلن، شانزدهمین رئیس‌جمهور ایالات متحده، نام‌گذاری شده است.
نقره در سال ۱۸۷۴ در این منطقه کشف شد.

## صعود

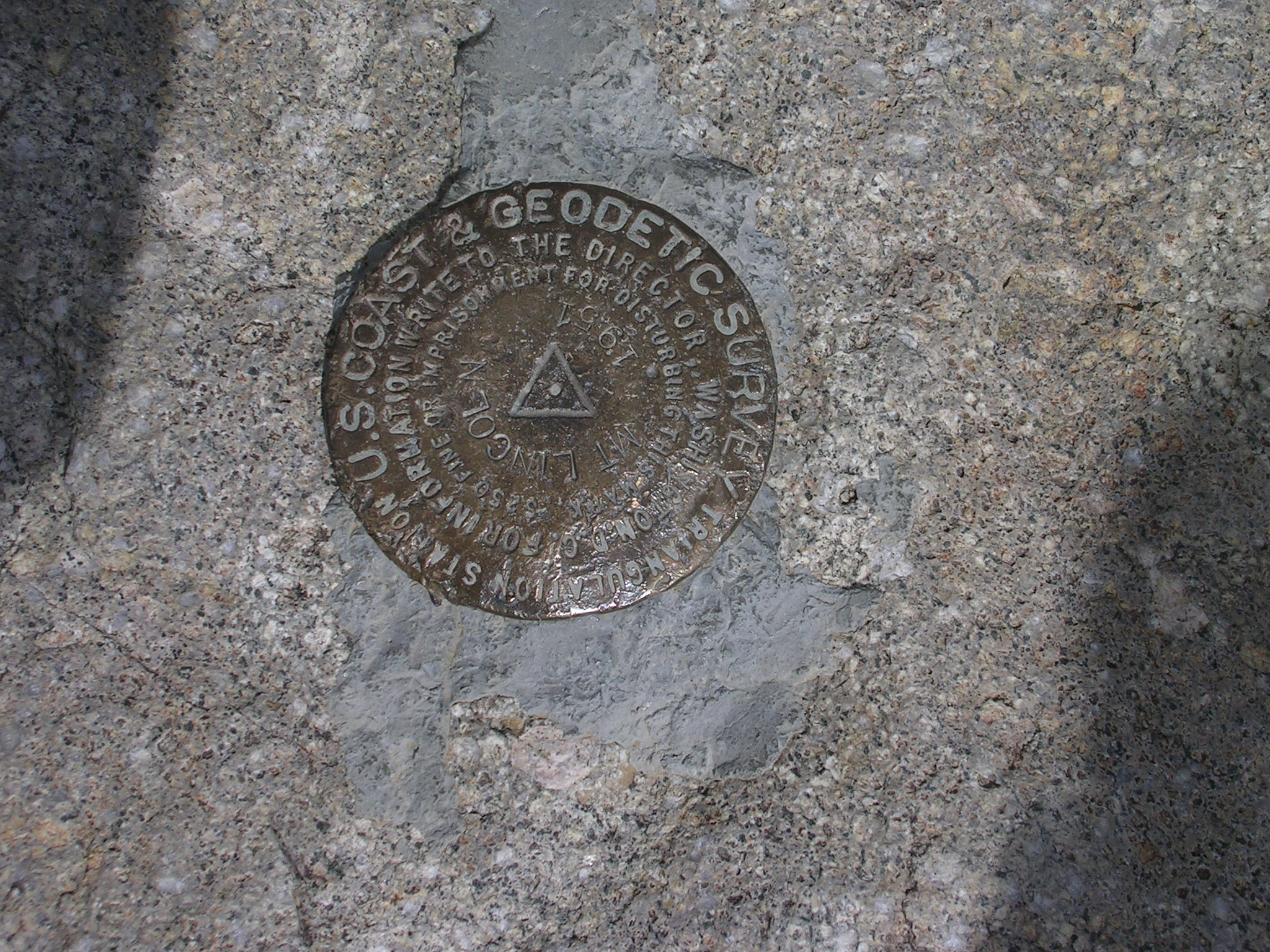
نشانگر سازمان زمین‌شناسی ایالات متحده آمریکا در قلهٔ کوه لینکلن

کوه لینکلن معمولاً از مسیر «کایت لیک تریلهد» در انتهای جادهٔ شماره ۸ شهرستان پارک صعود می‌شود. بسیاری از کوهنوردان تلاش می‌کنند تا صعود به قلهٔ کوه لینکلن را با قله‌های مجاور یعنی براس و دموکرات در یک برنامه ترکیب کنند. بیشتر مسیرهای منتهی به قله در کلاس ۲ درجه‌بندی می‌شوند

## دسترسی

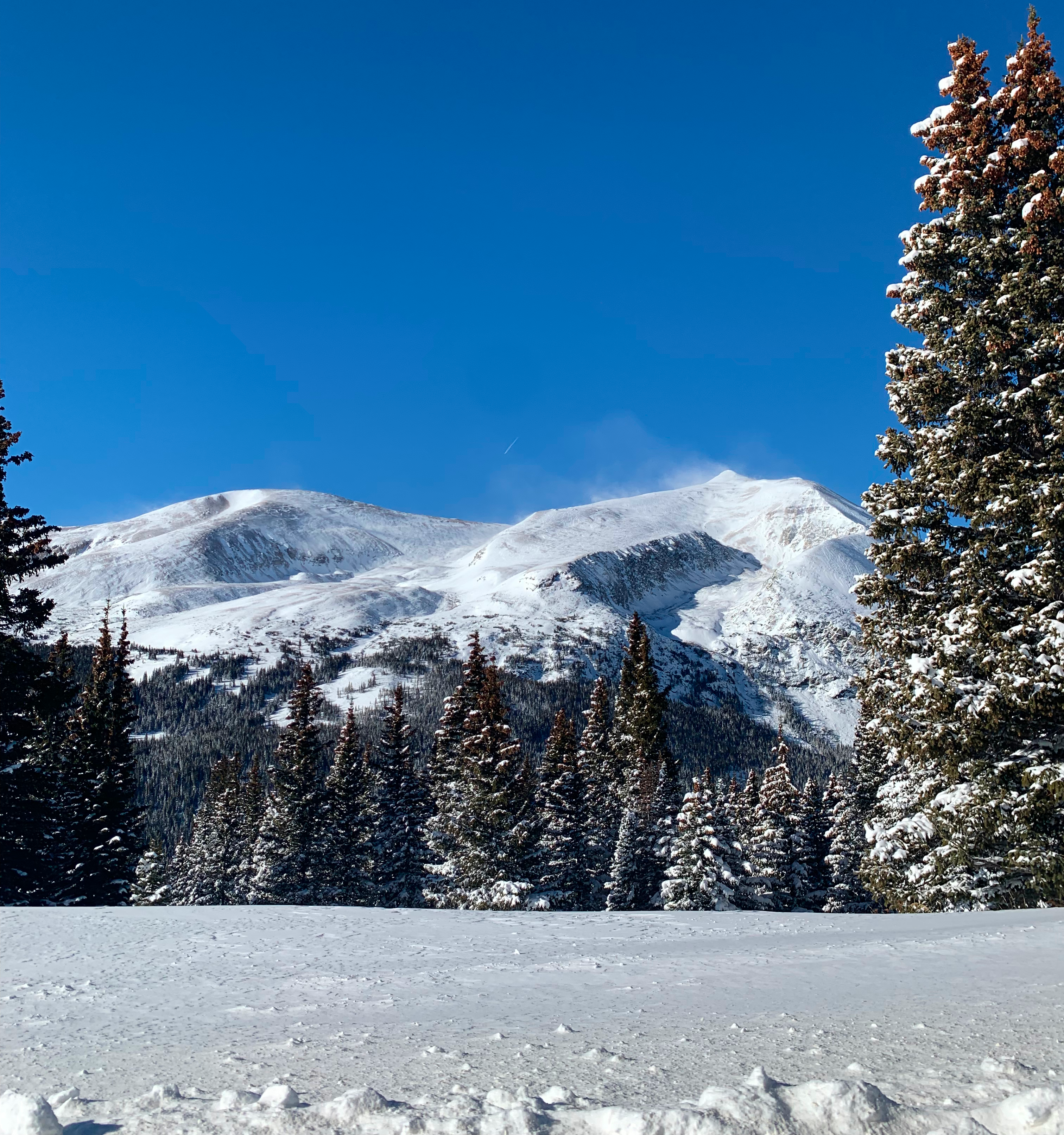
کوه براس (چپ) و کوه لینکلن (راست) از نمای بزرگراه ایالتی شماره ۹ کلرادو در زمستان

کوه لینکلن به همراه قله‌های همسایهٔ خود یعنی کامرون، دموکرات و براس دارای تونل‌های معدنی قدیمی بسیاری است، و بخش زیادی از زمین این منطقه در مالکیت خصوصی شرکت‌های معدنی قرار دارد؛ یکی از معادن بزرگ هنوز در نزدیکی کلایمکس فعال است. در تابستان ۲۰۰۵، این مالکان به‌دلیل نگرانی از مسئولیت حقوقی در صورت آسیب دیدن افراد، و همچنین به‌دلیل وجود خطرات ناشی از تونل‌ها و چاه‌های معدنی قدیمی، دسترسی کوهنوردان به قله‌ها را ممنوع کردند. در اول اوت ۲۰۰۶، شهر آلما قراردادی برای اجارهٔ قله‌ها با مبلغی نمادین امضا کرد تا مسئولیت را از دوش مالکان برداشته و دسترسی تفریحی را آزاد کند. بازگشایی این قله‌ها شامل کوه براس نمی‌شود زیرا همهٔ مالکان این قله اجازهٔ دسترسی نداده‌اند.